# Prepoznavanje (1996.)
Prepoznavanje, hrvatski dugometražni film iz 1996. godine.